# Neena Schwartz
Neena Betty Schwartz (Baltimore, Maryland, 10 de desembre de 1926 - Evanston, Illinois, 15 d'abril de 2018) va ser una endocrinòloga americana i catedràtica emèrita William Deering d'Endocrinologia al Departament de Neurobiologia de la Universitat Northwestern.
És coneguda sobre tot pel seu treball en la biologia reproductiva de les dones i la regulació hormonal de les vies de comunicació cel·lular, en particular pel descobriment de l'hormona de senyalització inhibina. Schwartz va ser una activa feminista defensora de les dones en la ciència al llarg de la seva carrera; va ser membre fundadora de l'Associació per les dones a la Ciència, organització creada el 1971 on va compartir la presidència fundacional amb Judith Pool. També va ser cofundadora del grup de Dones en Endocrinologia, sota els auspicis de la Societat d'Endocrinologia i va presidir la Societat d'Endocrinologia i la Societat per a l'Estudi de la Reproducció. El 2010, va escriure un llibre de memòries de la seva vida a la ciència, A Lab of My Own, en el qual es declarava lesbiana.

## Primers anys i educació
Schwartz va néixer a Baltimore (Maryland) el 1926 en una família d'origen rus, que ella va descriure com a políticament activa. Va rebre la seva llicenciatura de Goucher College (un college de dones en aquell moment) el 1948. Tot i estar originalment interessada en l'anglès i el periodisme, es va interessar en la fisiologia durant els seus estudis de grau i va passar els estius realitzant fent recerca de pregrau amb Curt Richter a la Universitat Johns Hopkins, i per separat en el Laboratori Jackson a Bar Harbor (Maine).
Schwartz va fer estudis de postgrau a la Universitat de Northwestern, on el 1953 es va doctorar en fisiologia sota la supervisió d'Allen Lein. En aquella època va ser l'única dona estudiant de doctorat del departament.

## Carrera acadèmica
El 1954 Schwartz va ser contractada com a instructora de fisiologia a la Facultat de Medicina de la Universitat d'Illinois, però ho va deixar un any després en accedir a una posició a l'Hospital Michael Reese. El 1961 va tornar a la Universitat d'Illinois com a titular d'universitat, essent l'única dona del seu departament. El 1973 es va traslladar a la seva alma mater, la Universitat de Northwestern, esdevenint un any més tard directora del Departament de Biologia de la Facultat de Medicina, càrrec que va ocupar durant quatre anys. El 1974, Schwartz va organitzar la fundació del Programa d'Investigació Reproductiva a Northwestern, que el 1987 es convertiria en el Centre de Ciència Reproductiva amb Schwartz com a directora.
Schwartz va ser una de les poques dones que van participar en la dècada de 1960 en els comitès de programació de l'American Physiological Society. En el període 1977-1978 va ser la primera dona a presidir la Societat per a l'Estudi de la Reproducció i en el bienni 1982-1983 va ser la segona dona presidenta de la Societat d'Endocrinologia. El 1999 Schwartz es va retirar de la seva activitat acadèmica.

## Recerca
El Grup de recerca de Schwartz va estudiar els mecanismes de retroalimentació que regeixen les vies hormonals de comunicació cel·lular en el cicle reproductiu de les dones, utilitzant rates com a model animal. El seu treball ha tingut un paper important en el desenvolupament de la comprensió moderna de l'eix hipotàlem-pituïtari-adrenal en endocrinologia i va ser particularment important en el descobriment de l'hormona inhibina.
Mentre investiga la secreció de gonadotropines per la hipòfisi, Schwartz i el seu equip d'investigació van observar que els models llavors dominants de cicle reproductiu no expliquen els canvis observats en els nivells de l'hormona luteïnitzant i l'hormona estimulant dels fol·licles en resposta a l'hormona alliberadora de gonadotropina. L'any anterior, basat-se en el treball amb animals mascles, s'havia suggerit una hipotètica hormona addicional a la que se li va donar el nom de inhibina, la qual podria ser secretada pels testicles. La idea clau de Schwartz va ser investigar, en canvi, la secreció dels ovaris en dones. L'existència de la inhibina en fluid fol·licular de l'ovari va ser confirmada pel grup de Schwartz en col·laboració amb Cornelia Channing a mitjans dels 1970s. La inhibina - que té un paper tant en la senyalització hormonal masculina com en la femenina - es va caracteritzar molecularment a mitjans de la dècada de 1980 com un dímer de proteïna. Els nivells de inhibina ja han estat identificats com un de diversos biomarcadors que poden ser utilitzats per detectar el síndrome de Down en el fetus mitjançant anàlisi de sang de la dona.

## Premis i distincions
Schwartz va rebre el Williams Distinguished Service Award de la Societat d'Endocrinologia el 1985 i el Premi d'Investigació Carl G. Hartman de la Societat per a l'Estudi de la Reproducció el 1992.
Schwartz va ser elegit membre de l'Associació Americana per a l'Avanç de la Ciència el 1986, on va formar part de la Junta Directiva el període 2000-2002, i de la Acadèmia Americana de les Arts i les Ciències el 1992. Va ser membre de la junta directiva de l'Associació Americana per a l'Avanç de la Ciència i el 2002 va rebre el premi Mentor per la seva trajectòria.

## Activisme
En la dècada de 1970 Schwartz es va involucrar en el moviment feminista. Va ser membre fundadora de l'Associació per a les Dones a la Ciència (AWIS) -, que, recorda que es va originar després d'una trobada amb altres dones científiques frustrades amb la seva situació en una reunió de la Federació de Societats Americanes de Biologia Experimental. Es va erigir en presidenta cofundadora d'AWIS juntament amb Judith Pool, tenint un paper principalment executiu mentre que Pool treballava en la recaptació de fons. Els primers èxits notables de l'AWIS, juntament amb altres organitzacions de dones en la ciència, inclouen l'inici d'una demanda col·lectiva en contra dels Instituts Nacionals de la Salut per la deficient representació de les dones en els comitès d'avaluació i subvenció dels NIH. La demanda es va arxivar després que Robert Marston, llavors director dels NIH, es va reunir amb representants dels grups, incloent Schwartz, i es va comprometre a nomenar més dones.
Al la dècada dels 1970s Schwartz va ser cofundadora l'Associació de Dones a l'Endocrinologia, dins de la Societat d'Endocrinologia, després d'haver descobert la manca de representació de les dones en els comitès organitzadors claus de la societat. Més tard va exercir com a presidenta del grup (1990-1992).
Schwartz va ser una de les quaranta dones de professions no tradicionals entrevistades pel realitzador i artista Michelle Citron per la seva pel·lícula de 1983 You Take for Granted.

## Sortida de l'armari
Schwartz s'identifica com lesbiana. Va descobrir la seva sexualitat essent adolescent a la dècada de 1940, però va mantenir la seva sexualitat en privat durant la seva carrera científica i públicament va "sortir de l'armari" en les seves memòries de 2010, A Lab of My Own. Va començar a escriure el llibre "perquè ningú havia documentat el moviment feminista a la ciència", i va concloure que revelar la seva sexualitat era necessari explicar la història. Espera que el llibre pugui "proporcionar als científics joves homosexuals o altres professionals amb una lliçó de possibilitats d'èxit i de felicitat sense patir trencaments en les seves vides."